# St. Roch
St. Roch es una ciudad ficticia del cómic Hawkman, diseñada sobre la base de Nueva Orleans (Luisiana), y el hogar actual de Hombre y Chica Halcón (Hawkman y Hawkgirl). De hecho, en la realidad existe un pequeño vecindario de Nueva Orleans llamado St. Roch.
Dentro de la cronología del Universo DC, ha existido desde la fundación de Luisiana, albergando a muchos otros personajes históricos de DC (aunque muchos de ellos fueron vidas previas del Hombre y la Chica Halcón).

## Detalles geográficos y lugares clave
La ciudad ha sido descrita como parte del distrito Orleans, lo que establece que en el Universo DC esta jurisdicción está dividida entre St. Roch y Nueva Orleans.
Entre los edificios destacados de St. Roch se encuentra el Museo Stonechat de Arte e Historia, dirigido por Carter Hall (Hombre Halcón), que alberga objetos de todas sus vidas pasadas.
- Datos: Q9079522